# Costelytra distincta
Costelytra distincta är en skalbaggsart som beskrevs av Given 1966. Costelytra distincta ingår i släktet Costelytra och familjen Melolonthidae. Inga underarter finns listade i Catalogue of Life.